# Olsäng
Olsäng är en liten by mellan Kristianopel och Torhamn i Kristianopels socken i östra Blekinge.
På Olsängs strandängar finns ett rikt fågelliv samt en större knubbsälskoloni. I Olsäng finns också Olsängsgården, den gamla byskolan som 1965 omvandlades till lägergård och är knuten till Equmeniakyrkan.